# Memoriał Huberta Jerzego Wagnera 2010
Memoriał Huberta Jerzego Wagnera 2010 – 8. edycja turnieju siatkarskiego odbyła się w dniach 20–22 sierpnia 2010 roku w hali Łuczniczka w Bydgoszczy.

## Uczestnicy
- Brazylia
- Bułgaria
- Czechy
- Polska

## Tabela
| Lp. | Drużyna  | Pkt | Mecze | Mecze | Mecze | Sety | Sety | Sety  | Małe punkty | Małe punkty | Małe punkty |
| Lp. | Drużyna  | Pkt | M     | W     | P     | wyg. | prz. | ratio | zdob.       | str.        | ratio       |
| --- | -------- | --- | ----- | ----- | ----- | ---- | ---- | ----- | ----------- | ----------- | ----------- |
| 1   | Brazylia | 6   | 3     | 3     | 0     | 9    | 2    | 4.500 | 268         | 225         | 1.191       |
| 2   | Bułgaria | 5   | 3     | 2     | 1     | 6    | 5    | 1.200 | 245         | 252         | 0.972       |
| 3   | Polska   | 4   | 3     | 1     | 2     | 5    | 7    | 0.714 | 274         | 281         | 0.975       |
| 4   | Czechy   | 3   | 3     | 0     | 3     | 3    | 9    | 0.333 | 262         | 291         | 0.900       |

Źródło: fundacjawagnera.pl
Zasady ustalania kolejności: 1. liczba zdobytych punktów; 2. wyższy stosunek setów; 3. wyższy stosunek małych punktów.
Punktacja: zwycięstwo – 2 pkt; porażka – 1 pkt

## Wyniki
| Data       | Drużyna 1 | Wynik | Drużyna 2 | 1     | 2     | 3     | 4     | 5 | * |
| ---------- | --------- | ----- | --------- | ----- | ----- | ----- | ----- | - | - |
| 2010-08-20 | Polska    | 1:3   | Bułgaria  | 23:25 | 23:25 | 25:15 | 22:25 |   |   |
| 2010-08-20 | Brazylia  | 3:1   | Czechy    | 25:18 | 25:20 | 20:25 | 25:22 |   |   |
|            |           |       |           |       |       |       |       |   |   |
| 2010-08-21 | Bułgaria  | 0:3   | Brazylia  | 22:25 | 19:25 | 16:25 |       |   |   |
| 2010-08-21 | Polska    | 3:1   | Czechy    | 23:25 | 25:22 | 25:23 | 25:23 |   |   |
|            |           |       |           |       |       |       |       |   |   |
| 2010-08-22 | Czechy    | 1:3   | Bułgaria  | 25:23 | 21:25 | 19:25 | 19:25 |   |   |
| 2010-08-22 | Polska    | 1:3   | Brazylia  | 22:25 | 22:25 | 25:23 | 14:25 |   |   |

## Nagrody indywidualne
| Najlepszy atakujący | Najlepszy blokujący | Najlepszy serwujący | Najlepszy przyjmujący | Najlepszy libero | Najlepszy rozgrywający | Najlepszy gracz (MVP) |
| ------------------- | ------------------- | ------------------- | --------------------- | ---------------- | ---------------------- | --------------------- |
| Matej Kazijski      | Piotr Nowakowski    | Lukáš Ticháček      | Dante Amaral          | Teodor Sałparow  | Marlon Muraguti        | Murilo Endres         |